# Пейоли (Индиана)
Пейо́ли (Паолай, Пейолай, Паоли; англ. Paoli) — город в южной части штата Индиана на Среднем Западе США. Является частью одноимённого тауншипа и административным центром округа Ориндж.
Население Пейоли, по данным переписи 2020 года, составляет 3666 человек.
Основан в 1811 году квакерами-пионерами из Северной Каролины. В 1816 году получает статус города и окружного центра. С 1817 года в Пейоли работает почтовое отделение.
Название города происходит от имени сына бывшего губернатора Северной Каролины, названного в честь Паскуале Паоли.